# Quelneuc
Quelneuc korábbi község Franciaországban, Morbihan megyében. Lakosainak száma 516 fő (2018. január 1.). Quelneuc Comblessac, Les Brulais, Maure-de-Bretagne, Saint-Séglin, Bruc-sur-Aff, Sixt-sur-Aff és Carentoir községekkel határos.
2017. január 1-jén a korábbi Carentoir községgel egyesült és az így létrejött (azonos nevű) Carentoir új község része lett.

## Népesség
A település népességének változása:
| Lakosok száma | 590  | 612  | 581  | 530  | 485  | 555  | 550  | 546  | 528  | 516  |
|               | 1968 | 1975 | 1982 | 1990 | 1999 | 2011 | 2013 | 2015 | 2017 | 2018 |